# Patancheru
Patancheru è una suddivisione dell'India, classificata come census town, di 40.332 abitanti, situata nel distretto di Medak, nello stato federato del Telangana. In base al numero di abitanti la città rientra nella classe III (da 20.000 a 49.999 persone).

## Geografia fisica
La città è situata a 17° 31' 53 N e 78° 15' 54 E e ha un'altitudine di 521 m s.l.m..

## Società

### Evoluzione demografica
Al censimento del 2001 la popolazione di Patancheru assommava a 40.332 persone, delle quali 21.323 maschi e 19.009 femmine. I bambini di età inferiore o uguale ai sei anni assommavano a 5.647, dei quali 2.869 maschi e 2.778 femmine. Infine, coloro che erano in grado di saper almeno leggere e scrivere erano 26.503, dei quali 15.603 maschi e 10.900 femmine.